# Kwarta. Pismo historyczno-społeczne
Kwarta. Pismo historyczno-społeczne – pismo historyczne ukazujące się od 2011 roku w Lublinie. Wydawcą jest Fundacja Niepodległości. Redaktorem naczelnym jest: Piotr Gawryszczak. Periodyk jest poświęcony historii Polski w XX wieku. Niektóre numery mają charakter tematyczny. 